# Khu dự trữ sinh quyển Calakmul
Khu dự trữ sinh quyển Calakmul (Reserva de la Biosfera de Calakmul) nằm trong bán đảo Yucatán, thuộc Calakmul, Campeche, Mexico. Nó tiếp giáp với tỉnh Petén của Guatemala về phía nam. Khu vực này có diện tích 7.231 km2 (2.792 dặm vuông Anh) và bao gồm khoảng 12% diện tích là rừng rậm lâu năm của Mexico. Được thành lập vào năm 1989, đây là một trong những khu bảo tồn lớn nhất ở Mexico, chiếm hơn 14% diện tích của bang. Địa điểm khảo cổ quan trọng của nền văn minh Maya thời kỳ tiền Colombo Calakmul, một trong những địa điểm Maya lớn nhất được biết đến nằm trong khu dự trữ sinh quyển này.

## Động thực vật
Khu bảo tồn và các khu vực rừng tiếp giáp với Khu dự trữ sinh quyển Maya ở tỉnh Petén của Guatemala tạo thành một trong những vùng rừng nhiệt đới lớn nhất và ít bị xáo trộn nhất ở châu Mỹ, phía bắc Colombia. Ở phía tây là những khu rừng khô còn phía đông là rừng mưa lâu năm. Trong số các loại thực vật ở đây đáng chú ý có bông gòn, dái ngựa Honduras, chaca, chicozapote.
Đây là nơi sinh sống của 86 loài động vật có vú 18 loài trong số đó có nguy cơ tuyệt chủng, quý hiếm, bị đe dọa hoặc đang được bảo vệ. Khu vực này là nơi sinh sống của 5 trong số 6 loài mèo lớn có nguồn gốc từ Mexico gồm báo đốm, mèo cây châu Mỹ, mèo gấm Ocelot, báo sư tử, mèo đốm Margay. Các loài đáng chú ý khác bao gồm khỉ nhện Trung Mỹ, khỉ rú Trung Mỹ, lợn vòi Baird, gà tây mắt đơn, chim Toucan, vẹt.